# マクシム (ブルガリア総主教)

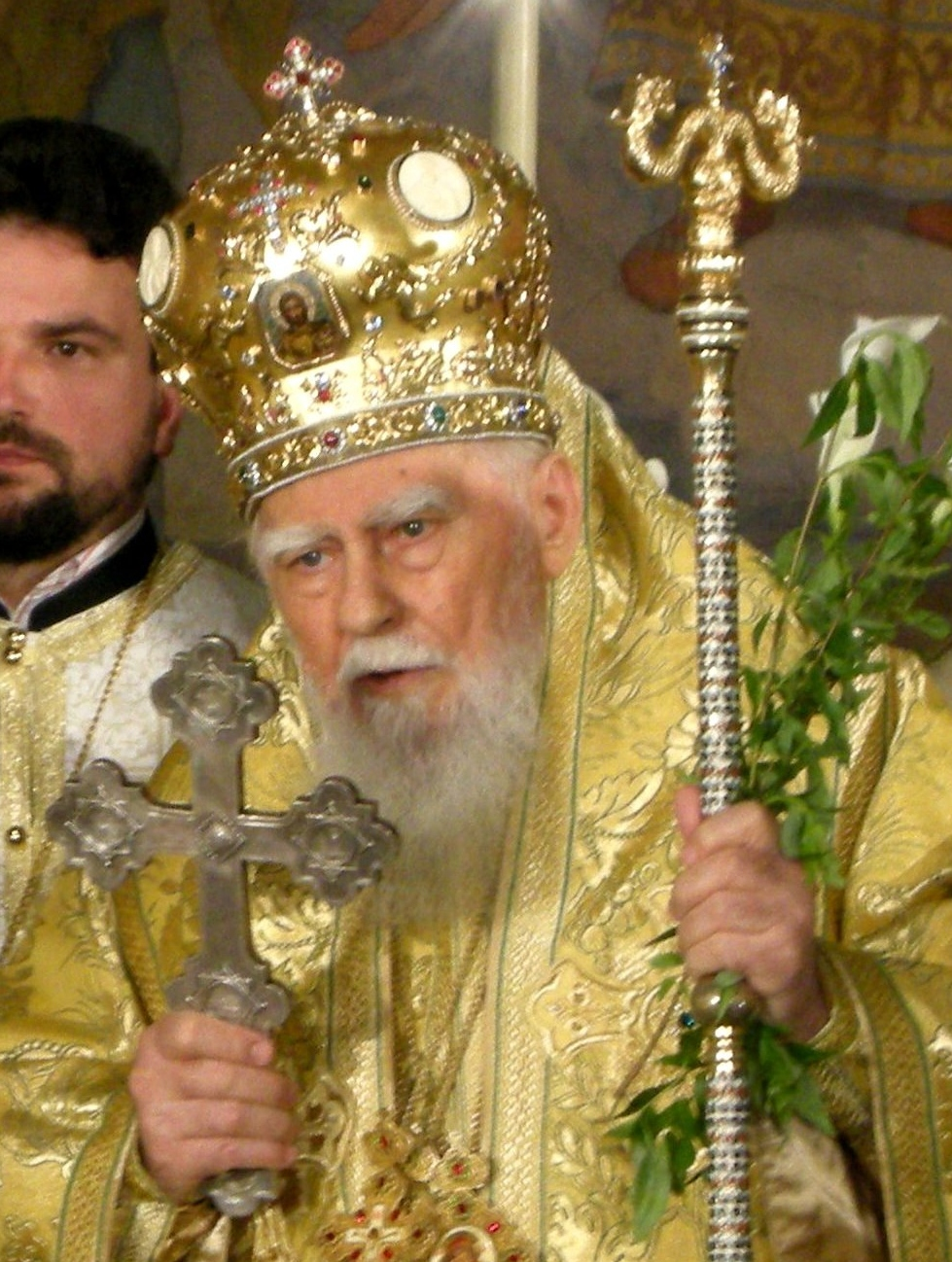
奉神礼にて。ミトラを被り、パナギアをさげ、権杖を左手に持ち、十字架を右手に持って会衆を祝福している。

総主教マクシム（ブルガリア語: Патриарх Максим, 英語: Patriarch Maxim、1914年（大正3年）10月29日 - 2012年（平成24年）11月6日）は、ブルガリア総主教・ソフィア主教であり、ブルガリア正教会の首座主教。
2009年11月15日にセルビア正教会の首座主教であるパヴレ総主教が永眠してから自身が永眠した2012年11月6日までの間、全世界の各独立正教会・自治正教会の首座主教達の中で最高齢の首座主教であった。

## 生涯
マクシム総主教は俗名マリン・ナイデノフ・ミンコフ（ブルガリア語: Марин Найденов Минков, Marin Naydenov Minkov）として1914年（大正3年）10月29日に、トロヤン近くのオレシャク（Oreshak）の村に生まれた。マリンは神学教育をリラの聖イオアン・ソフィア神学校と、ソフィア大学の正教神学部で受けた。
1941年（昭和16年）、マリンは修道名「マクシム」を受け修道士となり、さらに神品 (正教会の聖職)に叙聖された。1955年（昭和30年）に、聖シノドの秘書長に任命される。1956年（昭和31年）にブラニト（Branit）の名義主教として叙聖されて主教となり、1960年（昭和35年）には、ロヴェチの府主教となった。1971年（昭和46年）7月4日、ブルガリア総主教に選ばれた。
総主教マクシムは、ブルガリアにおける共産党独裁政権時代と、ブルガリアが共産主義国家ではなくなった時代とにまたがって長い間、ブルガリア正教会を指導してきた。この間の長きにわたって、ブルガリア正教会は複数のシノドが対立して分裂している。
2012年11月6日、ソフィアの病院で死去。98歳没。